# Norder-Holmtjärnen (Åre socken, Jämtland)
Norder-Holmtjärnen är en sjö i Åre kommun i Jämtland och ingår i Indalsälvens huvudavrinningsområde.